# Cantone di Argentan-1
Il Cantone di Argentan-1 è una divisione amministrativa dell'Arrondissement di Argentan.
È stato costituito a seguito della riforma approvata con decreto del 25 febbraio 2014, che ha avuto attuazione dopo le elezioni dipartimentali del 2015.

## Composizione
Comprende parte della città di Argentan e i 15 comuni di:
- Aunou-le-Faucon
- Boischampré
- Brieux
- Commeaux
- Fontenai-sur-Orne
- Juvigny-sur-Orne
- Montabard
- Moulins-sur-Orne
- Nécy
- Occagnes
- Ri
- Rônai
- Sai
- Sarceaux
- Sévigny